# Karo Parisyan
Karapet Parisyan (Em armeno: Կարո Փարիզյան; Erevan, 28 de agosto de 1982) é um lutador armeno-americano de artes marciais mistas. Ele é primo de Manvel Gamburyan, também lutador de MMA.

## Início
Parisyan nasceu em Erevan, Armênia. Sua família se mudou para os Estados Unidos quando ele tinha seis anos. Parisyan começou a treinar Judo com nove orientado por Gokor Chivichyan. Parisyan afirma que seu pai começou a ensinar lições de Judo porque ele batia nas irmas, e que o Judô poderia ajuda-lo a dominar a raiva. Com dez anos, Parisyan era treinado por Chivichyan e Gene LeBell. Mais tarde Parisyan adcionou o Muay Thai em seu treinamento.

## Treinamento
Por mais de treze anos, Parisyan treinou com a Hayastan Grappling System, um estilo orientado por Gokor Chivichyan e Gene LeBell, que inclui elementos adpatados de Judô, Sambo, Catch Wrestling, Greco-Romano e Freestyle wrestling. Parisyan continuou a treinar na Hayastan Academy até o final de 2005.

## UFC
Parisyan compete entre os welterweight e fez sua estreia no UFC em 23 de setembro de  2003, batendo Dave Strasser com um Armlock. Ele então venceu o campeonato dos Welterweight da WEC ao derrotar o lutador  Shonie Carter. Ele era considerado um dos melhores lutadores para ganhar o titulo da categoria no UFC até perder para Diego Sanchez.
Parisyan perdeu via TKO para Thiago Alves no UFC Fight Night 13 na segunda rodada. Alves demonstrou muita resistência contra as ofensivas de Parisyan, derrotando-o com o nocaute.
Parisyan era esperado para lutar contra Yoshiyuki Yoshida no UFC 88: Breakthrough, mas um machucado o fez desistir da luta pouco tempo antes da pesagem.
Após recuperar-se, ele retornou no UFC 94 em 31 de janeiro de  2009, Las Vegas contra Kim Dong-hyun. Parisyan derrotou Kim numa decisão não unânime. Seguindo a luta, Parisyan deu positivo em um teste para três analgesicos proibidos, Diidrocodeína, hydromorphone, e oxymorphone. Parisyan afirmou que os analgésicos foram recomendações médicas para o tratamento do machucado que ele havia sofrido.
Parisyan foi suspenso com uma audiência marcada para meados de março do mesmo ano. No dia 17 de março de 2009, a NSAC o suspendeu  por nove meses e declarou invalida a luta anterior ao teste.
Parisyan era esperado pra enfrentar Dustin Hazelett no UFC 106, mas desistiu da luta um dia antes da pesagem. O presidente do  UFC,  Dana White escreveu em seu Twitter que Parisyan "não estará lutando no sábado e em mais outro dia no UFC!!" White também afirmou que "possui uma lista longa de desculpas esfarrapadas ". Tarde, naquele mesmo dia, Neil Melanson, amigo de longa data e companheiro de treinamento de Parisyan, divulgou para um site de noticias de  MMA, Five Ounces Of Pain, que Parisyan estava lutando contra um vicio em analgésicos que ele tomava durante os treinamentos para as lutas.

## Pós-UFC
Karo Parisyan iniciou conversas com a Strikeforce,  tentando continuar com sua carreria no MMA dentro dos Estados Unidos, mas as negociações não andaram.
Parisyan voltou a lutar em 10 de julho no Impact FC 1, onde ele estava inicialmente escalado para lutar contra Luis Dutra Jr. Todavia Dutra se machucou e teve de desistir da luta. O substituto escolhido foi Ben Mortimer, derrotado por Parisyan com um mata-leão aos 4:18 do segundo round.

## Retorno ao  UFC
Em 2 de setembro de  2010, foi anunciado que Karo voltaria ao UFC. No dia 2 de novembro do mesmo ano, ele lutou contra Dennis Hallman no UFC 123. Parisyan acabou sendo derrotado por nocaute técnico no 1º assalto.

## Cartel no MMA
| Res.    | Cartel    | Oponente             | Método                                  | Evento                                    | Data       | Round | Tempo | Local                     | Notas                                                             |
| ------- | --------- | -------------------- | --------------------------------------- | ----------------------------------------- | ---------- | ----- | ----- | ------------------------- | ----------------------------------------------------------------- |
| Derrota | 24-12 (1) | Jose Diaz            | Nocaute Técnico (desistência)           | Extreme Fighters MMA - Ready for War      | 07/10/2017 | 1     | 5:00  | Long Beach, California    |                                                                   |
| Derrota | 24-11 (1) | Fernando Gonzalez    | Nocaute Técnico (socos)                 | Bellator 127                              | 03/10/2014 | 1     | 1:43  | Temecula, California      |                                                                   |
| Vitória | 24-10 (1) | Phil Baroni          | Nocaute Técnico (socos)                 | Bellator 121                              | 25/07/2014 | 1     | 2:06  | Temecula, California      |                                                                   |
| Vitória | 23-10 (1) | Ron Keslar           | Nocaute Técnico (socos)                 | Bellator 116                              | 11/04/2014 | 2     | 4:05  | Temecula, California      |                                                                   |
| Derrota | 22-10 (1) | Rick Hawn            | Nocaute Técnico (socos)                 | Bellator 95                               | 04/04/2013 | 2     | 1:55  | Atlantic City, New Jersey |                                                                   |
| Vitória | 22–9 (1)  | Edward Darby         | Finalização (chave de braço)            | Gladiator Challenge: Heat Returns         | 28/10/2012 | 1     | 2:10  | San Jacinto, California   |                                                                   |
| Vitória | 21–9 (1)  | Tiger Bonds          | Finalização (chave de braço)            | Gladiator Challenge: King Of The Mountain | 29/09/2012 | 1     | 1:03  | San Diego, California     |                                                                   |
| Derrota | 20–9 (1)  | John Gunderson       | Finalização (guilhotina)                | ShoFight 20                               | 16/06/2012 | 1     | 2:47  | Springfield, Missouri     | Pelo Título Meio Médio Vago do ShoFIGHT                           |
| Vitória | 20–8 (1)  | Thomas Denny         | Decisão (unânime)                       | WMMA 1 - Fighting for a Better World      | 31/03/2012 | 3     | 5:00  | El Paso, Texas            |                                                                   |
| Derrota | 19–8 (1)  | Jordan Smith         | Decisão (dividida)                      | Amazon Forest Combat 1                    | 14/09/2011 | 3     | 5:00  | Manaus, Amazonas          |                                                                   |
| Derrota | 19–7 (1)  | Ryan Ford            | Nocaute Técnico (corte)                 | JEG - MMA Live 1                          | 19/05/2011 | 3     | 1:26  | London, Ontario           | Os médicos pararam a luta devido a um corte em Parisyan.          |
| Derrota | 19-6 (1)  | Dennis Hallman       | Nocaute Técnico (golpes)                | UFC 123: Rampage vs. Machida              | 20/11/2010 | 1     | 1:47  | Auburn Hills, Michigan    |                                                                   |
| Vitória | 19-5 (1)  | Ben Mortimer         | Finalização (mata leão)                 | Impact FC 1: The Uprising                 | 10/07/2010 | 2     | 4:18  | Brisbane, Queensland      |                                                                   |
| NC      | 18–5 (1)  | Dong Hyun Kim        | Sem Resultado                           | UFC 94: St-Pierre vs. Penn 2              | 31/01/2009 | 3     | 5:00  | Las Vegas, Nevada         | Originalmente vitória por decisão; Testou positivo no antidoping. |
| Derrota | 18–5      | Thiago Alves         | Nocaute Técnico (golpes)                | UFC Fight Night: Florian vs. Lauzon       | 02/04/2008 | 2     | 0:34  | Broomfield, Colorado      |                                                                   |
| Vitória | 18–4      | Ryo Chonan           | Decisão (unânime)                       | UFC 78: Validation                        | 07/11/2007 | 3     | 5:00  | Newark, New Jersey        |                                                                   |
| Vitória | 17–4      | Josh Burkman         | Decisão (unânime)                       | UFC 71: Liddell vs. Jackson               | 26/05/2007 | 3     | 5:00  | Las Vegas, Nevada         |                                                                   |
| Vitória | 16–4      | Drew Fickett         | Decisão (unânime)                       | UFC Fight Night: Sanchez vs. Riggs        | 03/12/2006 | 3     | 5:00  | San Diego, California     |                                                                   |
| Derrota | 15–4      | Diego Sanchez        | Decisão (unânime)                       | UFC Fight Night 6                         | 17/08/2006 | 3     | 5:00  | Las Vegas, Nevada         |                                                                   |
| Vitória | 15–3      | Nick Thompson        | Finalização (golpes)                    | UFC 59: Reality Check                     | 05/04/2006 | 1     | 4:44  | Anaheim, California       |                                                                   |
| Vitória | 14–3      | Matt Serra           | Decisão (unânime)                       | UFC 53: Heavy Hitters                     | 04/06/2005 | 3     | 5:00  | Atlantic City, New Jersey |                                                                   |
| Vitória | 13–3      | Chris Lytle          | Decisão (unânime)                       | UFC 51: Super Saturday                    | 05/02/2005 | 3     | 5:00  | Las Vegas, Nevada         |                                                                   |
| Vitória | 12–3      | Nick Diaz            | Decisão (dividida)                      | UFC 49: Unfinished Business               | 21/08/2004 | 3     | 5:00  | Las Vegas, Nevada         |                                                                   |
| Vitória | 11–3      | Shonie Carter        | Decisão (unânime)                       | WEC 10                                    | 21/05/2004 | 3     | 5:00  | Lemoore, California       | Ganhou o Cinturão Peso Meio Médio do WEC.                         |
| Derrota | 10–3      | Georges St. Pierre   | Decisão (unânime)                       | UFC 46: Supernatural                      | 31/01/2004 | 3     | 5:00  | Las Vegas, Nevada         |                                                                   |
| Vitória | 10–2      | Dave Strasser        | Finalização (kimura)                    | UFC 44: Undispute                         | 26/09/2003 | 1     | 3:52  | Las Vegas, Nevada         |                                                                   |
| Vitória | 9–2       | Fernando Vasconcelos | Decisão                                 | KOTC 22                                   | 23/03/2003 | 3     | 5:00  | San Jacinto, California   |                                                                   |
| Vitória | 8–2       | Antonio McKee        | Decisão                                 | UAGF 3                                    | 15/02/2003 | N/A   | N/A   | Hollywood, Califórnia     |                                                                   |
| Vitória | 7–2       | Darrell Smith        | Finalização                             | RSF 3                                     | 30/03/2001 | 1     | 0:59  | Belleville, Illinois      |                                                                   |
| Derrota | 6–2       | Sean Sherk           | Nocaute Técnico (interrupção do córner) | RSF 2                                     | 05/01/2001 | 1     | 16:20 | Belleville, Illinois      |                                                                   |
| Derrota | 6–1       | Sean Sherk           | Decisão                                 | RSF 1                                     | 10/10/2000 | 1     | 18:00 | Belleville, Illinois      |                                                                   |
| Vitória | 6–0       | Guido Jennings       | Finalização (estrangulamento)           | KK 16                                     | 07/06/1999 | 1     | 6:33  | Califórnia                |                                                                   |
| Vitória | 5–0       | Justin Bumphus       | Finalização                             | ESF                                       | 15/05/1999 | N/A   | N/A   | Corona, Califórnia        |                                                                   |
| Vitória | 4–0       | Scott Davis          | Finalização (chave de braço)            | KK 14                                     | 05/04/1999 | 1     | 2:16  | Los Angeles, Califórnia   |                                                                   |
| Vitória | 3–0       | Jason Rittgers       | Finalização (chave de braço)            | KK 14                                     | 05/04/1999 | 1     | 1:58  | Los Angeles, Califórnia   |                                                                   |
| Vitória | 2–0       | Zach McKinney        | Finalização (golpes)                    | KK 12                                     | 01/02/1999 | 1     | 0:23  | Los Angeles, Califórnia   |                                                                   |
| Vitória | 1–0       | Brian Warren         | Finalização (chave de tornozelo)        | KK 12                                     | 01/02/1999 | 1     | 0:44  | Los Angeles, Califórnia   |                                                                   |